# Alain Gabbay
Pour les articles homonymes, voir Gabbay.
 (janvier 2015).
Si vous disposez d'ouvrages ou d'articles de référence ou si vous connaissez des sites web de qualité traitant du thème abordé ici, merci de compléter l'article en donnant les références utiles à sa vérifiabilité et en les liant à la section « Notes et références ».
Alain Gabbay, né le 26 septembre 1954 à Alexandrie (Égypte), est un skipper français.

## Palmarès
- 1975 : Skipper de Pen Duick III sur lequel il parcourt plus de 15 000 milles.
- 1976 : Transat anglaise en solitaire sur Frioul 35 (Plus jeune concurrent), 5e de sa catégorie, 10e toutes classes
- 1977-1978 : Whitbread, skipper sur 33 Export, Neptune d'or du meilleur skipper
- 1980-1982 : Whitbread, skipper sur  Charles Heidsieck III. Après avoir longtemps mené la course, des calmes le relèguent à la 2e place à quelques jours de l'arrivée. Sa collaboration avec Charles Heidsieck durera six ans avant que la législation sur la publicité des alcools ne force ce dernier à se retirer de la voile de haute compétition.
- 1988 : Vainqueur de Lorient- Saint-Pierre-et-Miquelon- Lorient, skipper du Monde de la Mer [Quoi ?]
- 1989-1990 : Whitbread, skipper sur  Charles Jourdan, 6e du classement général
- 1991 : Skipper du Maxi Yacht  Safilo, vainqueur de la Transat des Alizés, vainqueur de L'Open Uap (cinq victoires d'étapes sur six)
- 1995 : Directeur technique du chantier naval Mistral Composite. Il participe à la construction du prototype Grand Mistral et au lancement de la construction en série des Maxi Yachts.
- 1999 : Fondateur et gérant du chantier naval SAILING CONCEPT.

## Autre
- 1984 : Participation au rallye Dakar en tant que copilote de Jean-Pierre Gabreau sur Range Rover V8, ils ont fini à la 11e place[1],[2].